# رولا دشتي
رولا عبد الله دشتي (1964 -) وزيرة ونائبة سابقة في مجلس الأمة الكويتي والأمينة التنفيذية للجنة الاقتصادية والاجتماعية لغربي آسيا (الإسكوا) - الأمم المتحدة.

## عن حياتها
هي من أب كويتي وأم لبنانية وأسمها الكامل رولا عبد الله علي حاجية دشتي، وهي ابنة النائب السابق في مجلس الأمة الكويتي عبد الله دشتي.

## دراستها وإنجازاتها
- حاصلة على شهادة البكالوريوس من جامعة ولاية كاليفورنيا في مدينة تشيكو.
- حاصلة على درجة الدكتوراه في الأقتصاد السكاني من جامعة جونز هوبكنز في الولايات المتحدة.
- نالت جائزة North-South Prize الممنوحة من مركزNorth-South  التابع لمجلس أوروبا، في عام 2010، وجائزة Clinton Global Citizens Award في عام 2009، و جائزة Vital Voice Global Leadership Award  في عام 2006.[1]
- حاصلة على جائزة الملك حسين للتنمية الإنسانية في عام 2005 ، واختيرت ضمن قائمة الأقوى 50 شخصية عربية في مجلة أرابيان بيزنس في عام 2006 و 2007 ، واختيرت ضمن قائمة أبرز 20 سيدة أعمال عربية في مجلة فانينشال تايمز في عام 2008.

## عضويتها في اللجان
- أول امرأة تتبوأ مركز رئيسة الجمعية الاقتصادية الكويتي.
- عضوة المجلس الأعلى للتخطيط.
- عضو المجلس التنفيذي للقيادات العربية الشابة فرع الكويت.
- عضو المكتب الاستشاري لتقرير التنمية العربية لعام 2009 الصادر عن برنامج الأمم المتحدة الإنمائي.
- عضو مجلس الأمناء لمؤسسة منتدى المستقبل.
- عضو لجنة الكويت الوطنية التنافسية.
- عضو مؤسس للرابطة الوطنية للأمن الأسري.
- عضو مؤسس للجنة الكويتيات المنسيات المعنية بقضايا المرأة الكويتية المتزوجة من غير الكويتي.
- عملت كمنسق عام ومديرة للعقود في برنامج الطوارئ وإعادة اعمار الكويت خلال فترة الغزو إلى ما بعد التحرير.
- عملت مستشارة للبنك الدولي.
- ناشطة قيادية في منطقة الشرق الأوسط وشمال أفريقيا في خدمة المجتمع المدني وتعزيز الديمقراطية وزيادة تفعيل دور المرأة في الحياة العامة ومراكز صنع القرار.
- عملت مديرة لإدارة الاقتصاد بمعهد الكويت للأبحاث العلمية.
- عملت كخبير اقتصادي رئيسي في بنك الكويت الوطني.
- عضو مؤسس في الرابطة الوطنية للأمن الأسري.
- عضو لجنة الكويت الوطنية للتنافسية.
- عضو مجلس الأمناء لمؤسسة منتدى المستقبل.

## عملها السياسي
شاركت في انتخابات مجلس الأمة الكويتي 2006 في الدائرة العاشرة، وحصلت على المركز الخامس برصيد 1539 صوت وخسرت الانتخابات ، وشاركت في انتخابات مجلس الأمة الكويتي 2008 في الدائرة الثالثة، وحصلت على المركز الخامس عشر برصيد 4464 صوت وخسرت الانتخابات ، وشاركت في انتخابات مجلس الأمة الكويتي 2009 في الدائرة الثالثة، وحصلت على المركز السابع برصيد 7666 صوت وفازت بالانتخابات.
في 19 يوليو 2012 عينت وزير دولة لشؤون التخطيط والتنمية ووزير دولة لشؤون مجلس الأمة، وأعيد تعيينها بنفس المنصب في 11 ديسمبر من نفس العام.